# Symphyodon angustus
Symphyodon angustus är en bladmossart som beskrevs av Georg Friedrich von Jaeger 1878. Symphyodon angustus ingår i släktet Symphyodon och familjen Daltoniaceae. Inga underarter finns listade i Catalogue of Life.